# 디페르당주

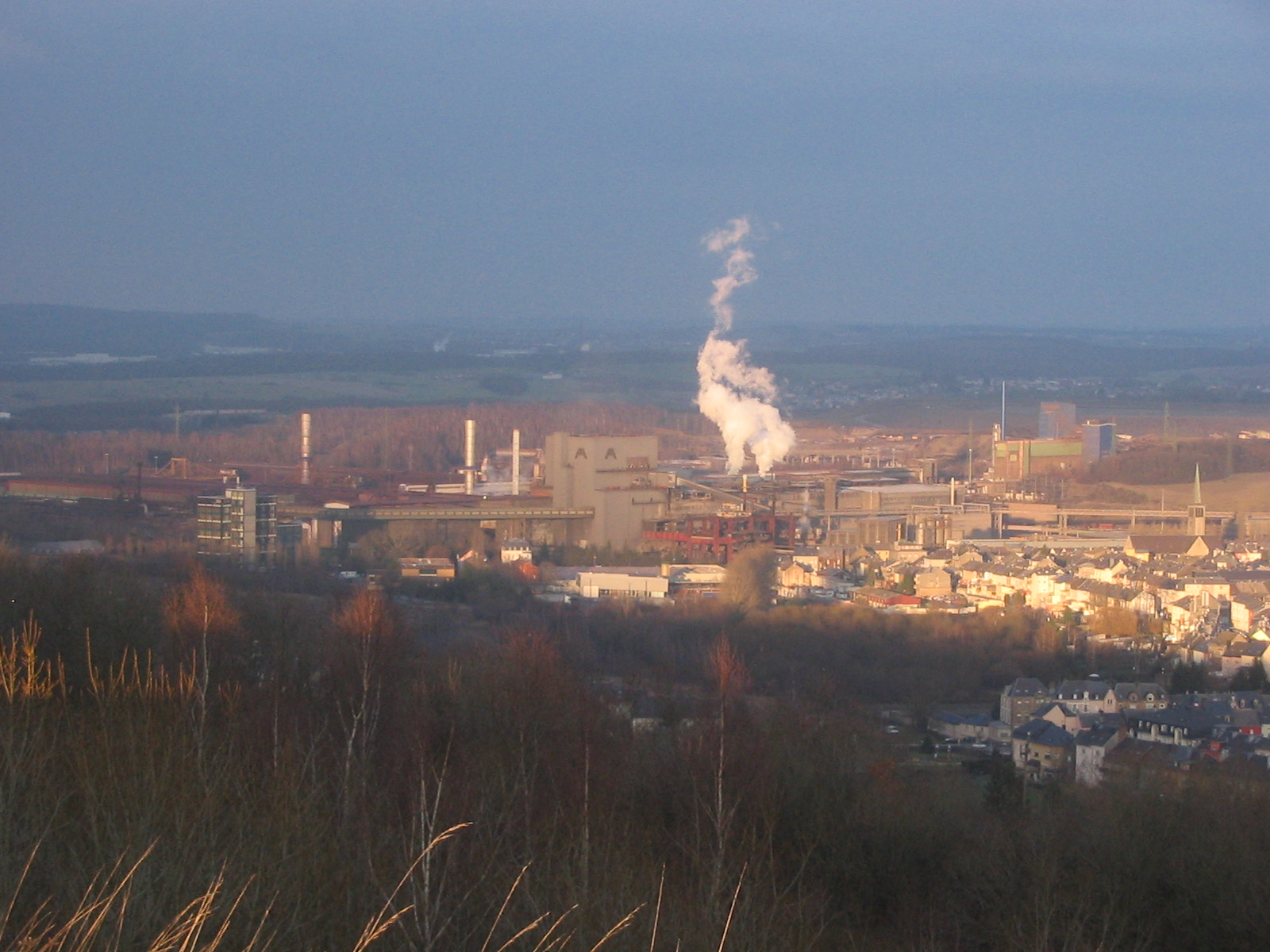
디페르당주 제철소

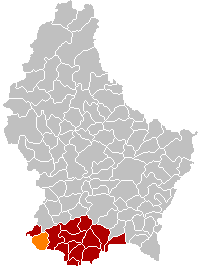
디페르당주의 위치

디페르당주(프랑스어: Differdange, 독일어: Differdingen 디페르딩겐[*], 룩셈부르크어: Déifferdeng)는 룩셈부르크 남서부에 위치한 도시로 면적은 22.18km2, 높이는 277~427m, 인구는 23,571명(2014년 기준), 인구 밀도는 1,100명/km2이다. 행정 구역상으로는 룩셈부르크 구 에슈쉬르알제트 주에 속하며 벨기에, 프랑스 국경과 가까운 편이다. 룩셈부르크의 철강 산업의 중심지이다.

시 문장